# Mike Hallett
Mike Hallett, född 2 juli 1959 är en engelsk professionell snookerspelare. Hans karriär nådde sin höjdpunkt under slutet av 1980-talet, och Hallett var som bäst rankad 6:a i världen säsongen 1989/90.
År 1989 vann Hallett sin enda rankingtitel under karriären: Hong Kong Open, en turnering som bara blev arrangerad en enda gång, och som egentligen skulle ha spelats i Australien. Hallett var även i final i 1988 års Masters, men föll där mot Steve Davis med 0-9. Han är därmed den ende någonsin som spelat final i Masters utan att vinna ett enda frame. Tre år senare spelade Hallett åter final i Masters och ledde denna gång med 7-0 och 8-2 mot Stephen Hendry, som dock vände och vann finalen med 9-8.
Redan 1987 vann Hallett dock tvåmannaturneringen World Doubles tillsammans med den då 18-årige Stephen Hendry. De slog Cliff Thorburn och Dennis Taylor i finalen. I VM nådde Hallett aldrig längre än till kvartsfinal (1987 och 1989). Numera kommenterar Hallett snooker för TV-kanalen Eurosport, och svarar ofta på frågor i kanalens webforum  tillsammans med 1986 års världsmästare Joe Johnson.

## Titlar

### Rankingtitlar
- Hong Kong Open: 1989

### Andra titlar (urval)
- World Doubles Championship: 1987
- Scottish Masters: 1991